# Samoobrona ludowa
Samoobrona ludowa – część Landsturmu, formacja utworzona w Galicji przez austriacką administrację z wiejskiej ludności ruskiej w październiku 1848. 
Formacja ta została utworzona w okręgach: sanockim, samborskim, stryjskim, stanisławowskim i kołomyjskim, dla obrony przed atakami powstańców węgierskich przekraczających granicę.
Do samoobrony należeli wszyscy mężczyźni w wieku 20–50 lat, zorganizowani w okręgi po 10–14 wsi. Każdy okręg posiadał swojego komendanta, a samoobrona była zorganizowana w dziesiątki i setki. Zadaniem samoobron było chronienie wsi przed atakami oddziałów węgierskich, pełnienie wart, zabezpieczenie łączności w swoich okręgach, kontrola paszportów, uniemożliwienie przewozu przez granicę sukna, broni i amunicji.
Łącznie samoobrona liczyła około 50 tysięcy członków, z czego najliczniejszy okręg stanisławowski ponad 17 tysięcy. Samoobrona została rozwiązana w jesieni 1849, po likwidacji powstania węgierskiego.